# Kelly McGillis
Kelly McGillis (Newport Beach (Californië), 9 juli 1957) is een Amerikaans actrice. Ze brak door met haar rol in de film Witness (1985) als jonge weduwe in een amish-gemeenschap. Bij een groter publiek werd ze bekend door haar rol in het kassucces Top Gun (1986) als tegenspeelster van Tom Cruise.

## Filmografie
*Exclusief televisiefilms
| - 2014 - Grand Street - 2013 - Tio Papi - 2013 - We Are What We Are - 2011 - What Could Have Been - 2011 - The Innkeepers - 2010 - Stake Land - 2007 - Supergator - 2001 - Morgan's Ferry - 2001 - No One Can Hear You - 2000 - The Monkey's Mask - 2000 - The Outer Limits - 1999 - At First Sight - 1999 - The Settlement | - 1998 - Ground Control - 1998 - Painted Angels - 1994 - North - 1992 - The Babe - 1991 - Grand Isle - 1989 - Cat Chaser - 1989 - Winter People - 1988 - The Accused - 1988 - The House on Carroll Street - 1987 - Made In Heaven - 1986 - Top Gun - 1985 - Witness - 1983 - Reuben, Reuben |